# 吴克清 (1916年)
吴克清（1916年9月—2007年），曾用名吴思曼，男，广西平南人，中华人民共和国政治人物，广西壮族自治区人民政府原副主席、广西壮族自治区政协原副主席，中国民主同盟中央委员会原常务委员，第五、六、七、八届全国政协委员。